# Glen Mooar
Glen Mooar är en dal på Isle of Man. Den ligger i den centrala delen av Isle of Man, 15 km nordväst om huvudstaden Douglas. 